# Mönichwald
Mönichwald là một đô thị thuộc huyện Hartberg thuộc bang Steiermark, nước Áo. Đô thị Mönichwald có diện tích 35,14 km², dân số thời điểm cuối năm 2005 là 932 người.